# Lu Zhi (pintor)
Advertiment: En els noms xinesos primer apareix el cognom, en aquest cas Lu. Hi pot haver una confusió amb l'emperadriu Lü Zhi (呂雉).

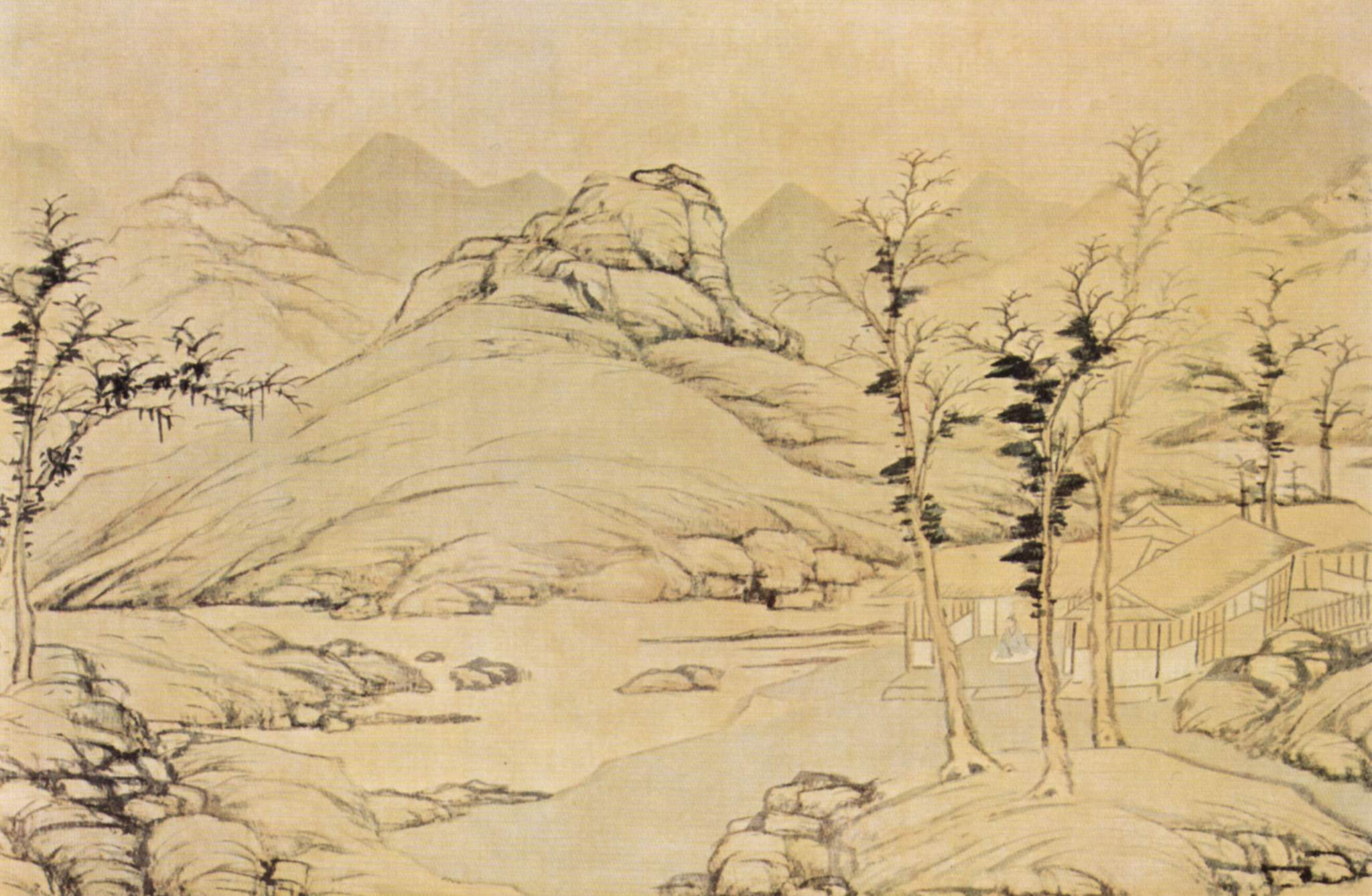
Lu Zhi, Paisatge fluvial a la primavera, Museu Nacional de Palau, Taipei, 1535

Lu Zhi (en xinès tradicional: 陸治, en xinès simplificat: 陆治, en pinyin Lù Zhì) fou un pintor, cal·lígraf i poeta xinès durant la dinastia Ming que va néixer cap al 1496 a Suzhou, província de Jiangsu i va morir el 1576. Va rebre una educació confuciana però no va ocupar cap càrrec públic. Va ser deixeble de Wen Zhengming i vinculat a la denominada Escola Wu de pintura. Va viure de manera austera, retirat a les muntanyes. La seva obra està dedicada al paisatge, les flors i les aus. El seu estil espontani i lliure, insistint en el traç, el fa proper a l'estil «Xieyi» (pinzell lliure).